# 부안해양경찰서
부안해양경찰서(扶安海洋警備安全署, Buan Coast Guard)는 전북특별자치도 고창군, 부안군의 해역을 관할하는 서해지방해양경찰청 산하의 해양경찰서이다.
서장은 총경으로 보한다.

## 조직
| - 기획운영과 - 기획운영계 - 청문감사계 - 경리계 - 정비보급계 - 정보통신계 - 민원실 - 홍보실 | - 경비구조과 - 경비구조계 - 상황실 - 122구조대 | - 해양안전과 - 안전관리계 - 교통레저계 | - 해양수사정보과 - 수사계 - 정보외사계 | - 해양오염방제과 - 방제계 - 예방지도계 |

## 소속 기관
- 변산파출소
  - 곰소출장소
  - 가력도출장소
- 위도파출소
- 고창파출소